# Port Royale 2
Port Royale 2 est un jeu vidéo développé et édité par Ascaron Entertainment sur PC et sorti en France le 30 septembre 2004. C'est la suite de Port Royale Argent, Pouvoir et Pirates sorti deux ans plus tôt. Le gameplay et l'environnement sont similaires dans les deux jeux.
Une suite, intitulée Port Royale 3, est sortie en septembre 2012 et a été édité par Kalypso Media.

## Accueil
- Jeuxvideo.com : 10/20[1]